# Northcott (Torridge)
Northcott – osada i civil parish w Anglii, w Devon, w dystrykcie Torridge. W 2001 civil parish liczyła 26 mieszkańców.